# 美しき酒呑みたち
『美しき酒呑みたち』（うつくしきさけのみたち）は、2012年10月から2018年10月21日までBSフジで不定期に放送されていた番組である。同期間において、1 - 2か月に一回ほどの不定期な放送となっていた。

## 出演者
- 新井浩文
- 華恵（ナレーション）

## 放送リスト
| 回 | 友だち                                       | 訪問地                    | 放送日         |
| -- | -------------------------------------------- | ------------------------- | -------------- |
| 1  | 桜井誠（Dragon Ash）                         | 岐阜飛騨古川              | 2012年10月28日 |
| 2  | リリー・フランキー                           | 長崎壱岐                  | 2012年11月04日 |
| 3  | 山本浩司                                     | 青森弘前                  | 2013年03月03日 |
| 4  | 金井勇太                                     | 山梨甲州                  | 2013年03月31日 |
| 5  | 森山未來                                     | 高知                      | 2013年05月04日 |
| 6  | 桜井誠（Dragon Ash）                         | 栃木宇都宮                | 2013年05月18日 |
| 7  | ムロツヨシ                                   | 奈良市                    | 2013年06月15日 |
| 8  | 永山絢斗                                     | 大阪市                    | 2013年07月20日 |
| 9  | 大根仁                                       | 新潟市                    | 2013年08月24日 |
| 10 | 綾野剛                                       | 鹿児島市                  | 2013年09月28日 |
| 11 | PES（RIP SLYME）                             | 石川金沢                  | 2013年11月30日 |
| 12 | 大木伸夫（ACIDMAN）                          | 宮城仙台                  | 2014年01月05日 |
| 13 | 総集編                                       |                           | 2014年03月23日 |
| 14 | 赤堀雅秋                                     | 愛媛松山                  | 2014年06月15日 |
| 15 | 大森立嗣                                     | 長野松本                  | 2014年11月02日 |
| 16 | 柄本時生                                     | 静岡浜松                  | 2014年12月28日 |
| 17 | 太田莉菜、大根仁（スペシャル・ディレクター） | 福岡                      | 2014年12月28日 |
| 18 | 植野行雄（デニス）                           | 群馬                      | 2015年03月23日 |
| 19 | 大森南朋                                     | 熊本                      | 2015年03月30日 |
| 20 | 尾崎世界観（クリープハイプ）                 | 秋田                      | 2015年10月25日 |
| 21 | 山本浩司 / ムロツヨシ 若葉竜也               | 大阪                      | 2016年01月01日 |
| 22 | 柳楽優弥                                     | 沖縄                      | 2016年01月31日 |
| 23 | 小池栄子、大根仁（スペシャル・ディレクター） | 茨城                      | 2016年03月06日 |
| 24 | 小栗旬                                       | 広島尾道                  | 2016年03月27日 |
| 25 | 焼肉イベントと名場面集                       |                           | 2016年03月27日 |
| 26 | 三浦友和 / 赤堀雅秋                          | 神奈川小田原              | 2016年06月05日 |
| 27 | 門脇麦                                       | 山口下関                  | 2016年06月05日 |
| 28 | 秋元才加 / 山本浩司 松浦祐也                 | 埼玉秩父 / 東京あきる野市 | 2017年01月03日 |
| 29 | 桜井誠（Dragon Ash）                         | 島根石見                  | 2017年03月19日 |
| 30 | 近藤公園                                     | 徳島                      | 2017年08月20日 |
| 31 | 妻夫木聡 水原希子 大根仁                     | 広島2時間SP               | 2017年09月17日 |
| 32 | 当選者ゲスト 山本浩司                        | 富山                      | 2018年01月01日 |
| 33 | 高橋努                                       | 香川                      | 2018年03月31日 |
| 34 | 桜井誠（Dragon Ash）                         | 岡山                      | 2018年07月29日 |
| 35 | ピエール瀧                                   | 鳥取                      | 2018年10月21日 |

※2019年2月10日に山本浩司をゲストとする「福井編」を放送予定だった。しかし、出演の新井浩文の不祥事を受けて2018年10月21日放送の「鳥取編」を最後に放送開始6年で打ち切りとなった。

## スタッフ
- 演出：岸善幸
- ディレクター：岡下慶仁、石井永二、藤田慎一
- 構成：野村安史
- 撮影：西徹、伊藤加菜子、幡川和雅
- 音効：田村崇典
- 題字：新井浩文
- AP：富田朋子
- プロデューサー：立本洋之、鈴木専哉、原大輔、杉田浩光、菅原康洋
- 製作著作：BSフジ、テレビマンユニオン

## DVD
2015年4月2日、4枚同時リリース。全巻購入者の中から抽選で10名に新井浩文本人が焼き肉を奢るというイベントが行われた。
- 一杯目：桜井誠（Dragon Ash）、リリー・フランキー、山本浩司
- 二杯目：金井勇太、森山未來、桜井誠（Dragon Ash）
- 三杯目：ムロツヨシ、永山絢斗、大根仁
- 四杯目：綾野剛、PES（RIP SLYME）、大木伸夫（ACIDMAN）

2016年4月2日、2枚同時リリースの予定が公式ツイッターで発表された。
- 五杯目：赤堀雅秋、大森立嗣、柄本時生
- 六杯目：太田莉菜、植野行雄（デニス）、大森南朋

2017年5月2日、2枚同時リリースの予定が公式ツイッターで発表された。
- 七杯目：尾崎世界観(クリープハイプ)、山本浩司/ムロツヨシ 若葉竜也、柳楽優弥
- 八杯目：小池栄子、小栗旬、三浦友和/赤堀雅秋